# Ian Silva
Ian Javier Silva (6 novembre 2004) è un calciatore portoricano, attaccante del Brooke House e della nazionale portoricana.

## Carriera

### Club
Cresciuto nel settore giovanile dell'Orlando City, nel 2022 viene promosso nella squadra riserve.

### Nazionale
Ha giocato nella nazionale Under-20 portoricana.
Il 12 giugno 2022 ha esordito con la nazionale maggiore, subentrando dalla panchina nell'incontro vinto per 6-0 contro le Isole Vergini Britanniche, valido per la CONCACAF Nations League 2022-2023.
Ha segnato il suo primo gol in nazionale il 23 marzo 2023, nella vittoria per 3-1 contro le Isole Vergini Britanniche, valida per la CONCACAF Nations League 2022-2023.

## Statistiche

### Presenze e reti nei club
Statistiche aggiornate al 10 dicembre 2022.
| Stagione        | Squadra         | Campionato      | Campionato | Campionato | Coppe nazionali | Coppe nazionali | Coppe nazionali | Coppe continentali | Coppe continentali | Coppe continentali | Altre coppe | Altre coppe | Altre coppe | Totale | Totale |
| Stagione        | Squadra         | Comp            | Pres       | Reti       | Comp            | Pres            | Reti            | Comp               | Pres               | Reti               | Comp        | Pres        | Reti        | Pres   | Reti   |
| --------------- | --------------- | --------------- | ---------- | ---------- | --------------- | --------------- | --------------- | ------------------ | ------------------ | ------------------ | ----------- | ----------- | ----------- | ------ | ------ |
| 2022            | Orlando City B  | MNP             | 5          | 0          |                 | -               | -               |                    | -                  | -                  |             | -           | -           | 5      | 0      |
| Totale carriera | Totale carriera | Totale carriera | 5          | 0          |                 | -               | -               |                    | -                  | -                  |             | -           | -           | 5      | 0      |

### Cronologia presenze e reti in nazionale
| Cronologia completa delle presenze e delle reti in nazionale ― Porto Rico | Cronologia completa delle presenze e delle reti in nazionale ― Porto Rico | Cronologia completa delle presenze e delle reti in nazionale ― Porto Rico | Cronologia completa delle presenze e delle reti in nazionale ― Porto Rico | Cronologia completa delle presenze e delle reti in nazionale ― Porto Rico | Cronologia completa delle presenze e delle reti in nazionale ― Porto Rico | Cronologia completa delle presenze e delle reti in nazionale ― Porto Rico | Cronologia completa delle presenze e delle reti in nazionale ― Porto Rico |
| Data                                                                      | Città                                                                     | In casa                                                                   | Risultato                                                                 | Ospiti                                                                    | Competizione                                                              | Reti                                                                      | Note                                                                      |
| ------------------------------------------------------------------------- | ------------------------------------------------------------------------- | ------------------------------------------------------------------------- | ------------------------------------------------------------------------- | ------------------------------------------------------------------------- | ------------------------------------------------------------------------- | ------------------------------------------------------------------------- | ------------------------------------------------------------------------- |
| 13-6-2022                                                                 | Mayagüez                                                                  | Porto Rico                                                                | 6 – 0                                                                     | Isole Vergini Britanniche                                                 | CONCACAF Nations League 2022-2023 - Fase a gironi                         | -                                                                         | 46’                                                                       |
| 23-3-2023                                                                 | Tortola                                                                   | Isole Vergini Britanniche                                                 | 1 – 3                                                                     | Porto Rico                                                                | CONCACAF Nations League 2022-2023 - Fase a gironi                         | 1                                                                         | 78’                                                                       |
| 27-3-2023                                                                 | Bayamón                                                                   | Porto Rico                                                                | 5 – 1                                                                     | Isole Cayman                                                              | CONCACAF Nations League 2022-2023 - Fase a gironi                         | -                                                                         | 89’                                                                       |
| 18-6-2023                                                                 | Fort Lauderdale                                                           | Suriname                                                                  | 0 – 0 (3 - 4 dtr)                                                         | Porto Rico                                                                | Qual. Gold Cup 2023                                                       | -                                                                         | 89’                                                                       |
| 21-6-2023                                                                 | Fort Lauderdale                                                           | Martinica                                                                 | 2 – 0                                                                     | Porto Rico                                                                | Qual. Gold Cup 2023                                                       | -                                                                         | 64’                                                                       |
| 10-9-2023                                                                 | Nassau                                                                    | Bahamas                                                                   | 1 – 6                                                                     | Porto Rico                                                                | CONCACAF Nations League 2023-2024 - 1º Turno                              | -                                                                         | 66’                                                                       |
| 13-9-2023                                                                 | Bayamón                                                                   | Porto Rico                                                                | 5 – 0                                                                     | Antigua e Barbuda                                                         | CONCACAF Nations League 2023-2024 - 1º Turno                              | -                                                                         |                                                                           |
| Totale                                                                    |                                                                           | Presenze                                                                  | 7                                                                         |                                                                           | Reti                                                                      | 1                                                                         |                                                                           |